# Октябрське (Північна Осетія)
Октябрське  (ос. Октябрыхъæу, інг. Шолхи) — село, адміністративний центр Пригородного району Північної Осетії-Аланії, а також Октябрського сільського поселення.

## Географія
Село розташовується за 6 км на схід від Владикавказа.

## Історія
Сучасну назва отримало в 1960-і роки, до цього називалося Карца.
Село постраждало під час осетино-інгушського конфлікту.

## Населення
Населення — 10 231 осіб.
Національний склад
За даними Всеросійського перепису населення 2010 року:
| Народ   | Чисельність, чол. | Частка від усього населення,% |
| ------- | ----------------- | ----------------------------- |
| Осетини | 9110              | 87,3%                         |
| Росіяни | 973               | 9,3%                          |
| Вірмени | 108               | 1,0%                          |
| Грузини | 96                | 0,9%                          |
| Інші    | 149               | 1,4%                          |
| Усього  | 10436             | 100%                          |

## Економіка
У Октябрську знаходяться: Октябрський консервний завод та Октябрський харчокомбінат. На місцевому стадіоні «Аланхе» проводить домашні матчі ФК «Автодор» і, з 2010 року, — «Беслан-ФАЮР».